# Chevrolet Corvette
Chevrolet Corvette este o linie de mașini sport americane cu două uși și două locuri, fabricate și comercializate de General Motors sub marca Chevrolet din 1953.
Mașina a fost produsă în 8 generații:
1. Chevrolet Corvette C1 (1953–1962)
2. Chevrolet Corvette C2 (1963–1967)
3. Chevrolet Corvette C3 (1968–1982)
4. Chevrolet Corvette C4 (1983–1996)
5. Chevrolet Corvette C5 (1997–2004)
6. Chevrolet Corvette C6 (2005–2011)
7. Chevrolet Corvette C7 (2014–2019)
8. Chevrolet Corvette C8 (2020–prezent)

## Galerie

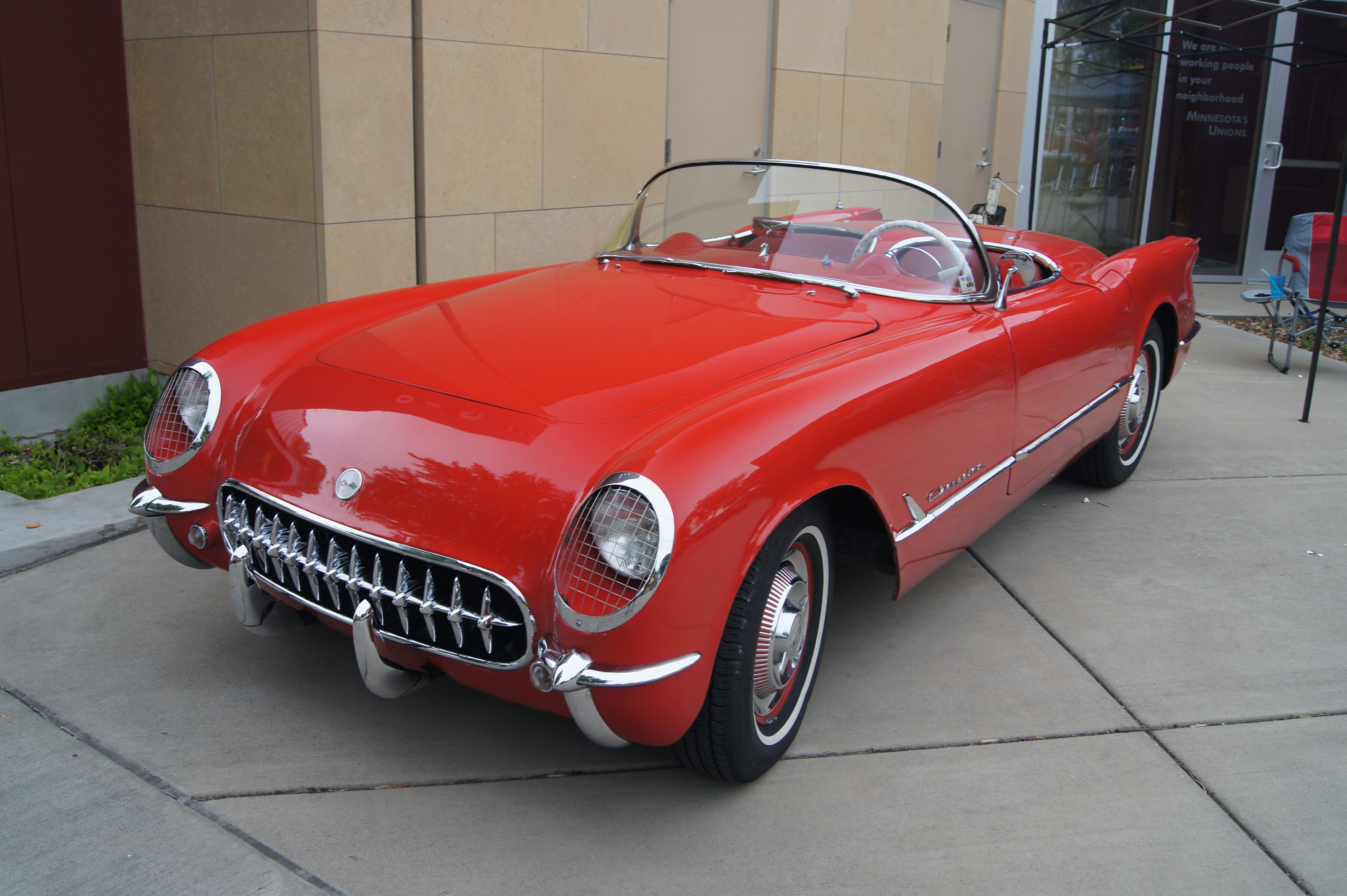
C1 1954
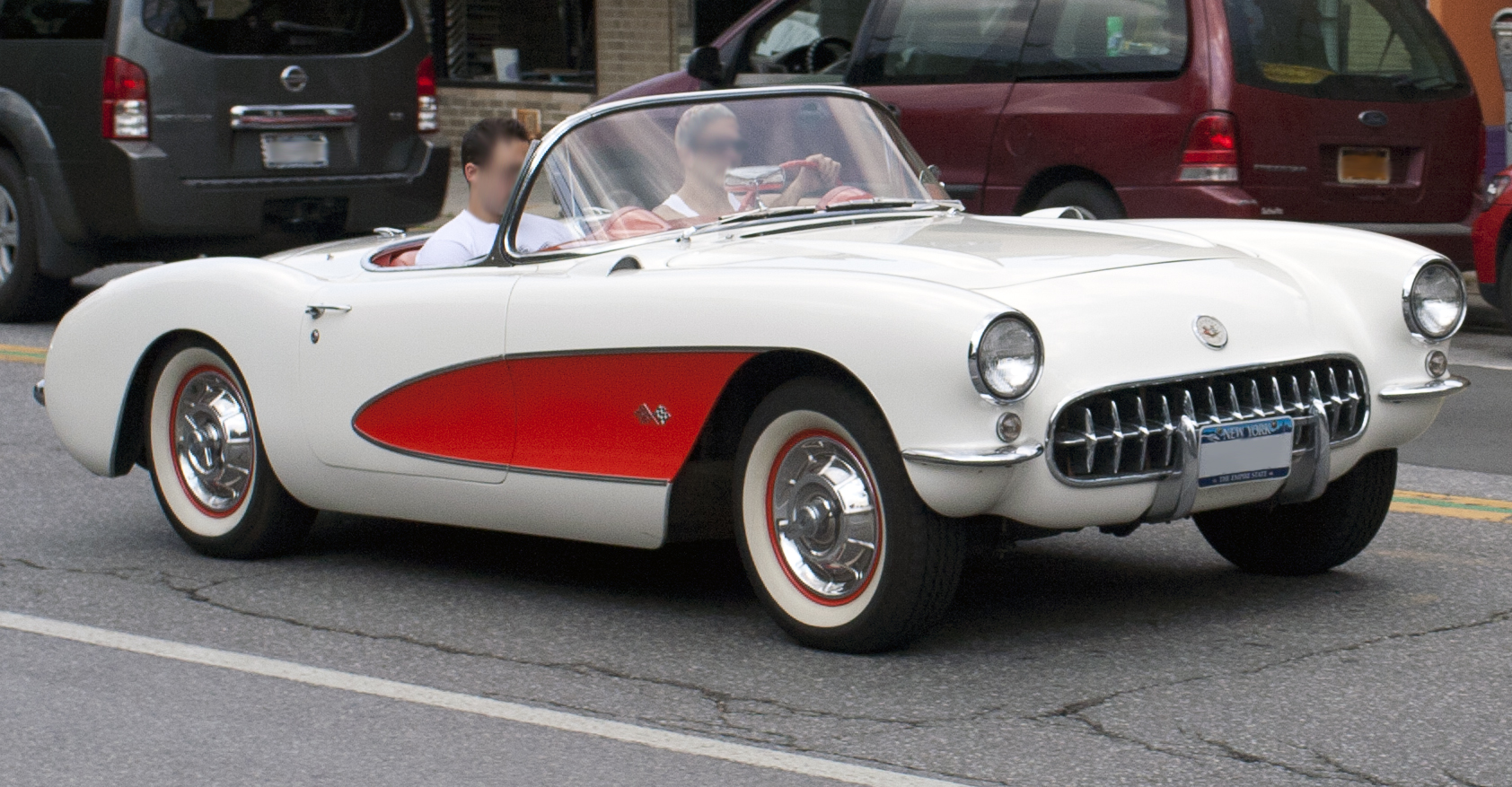
1956
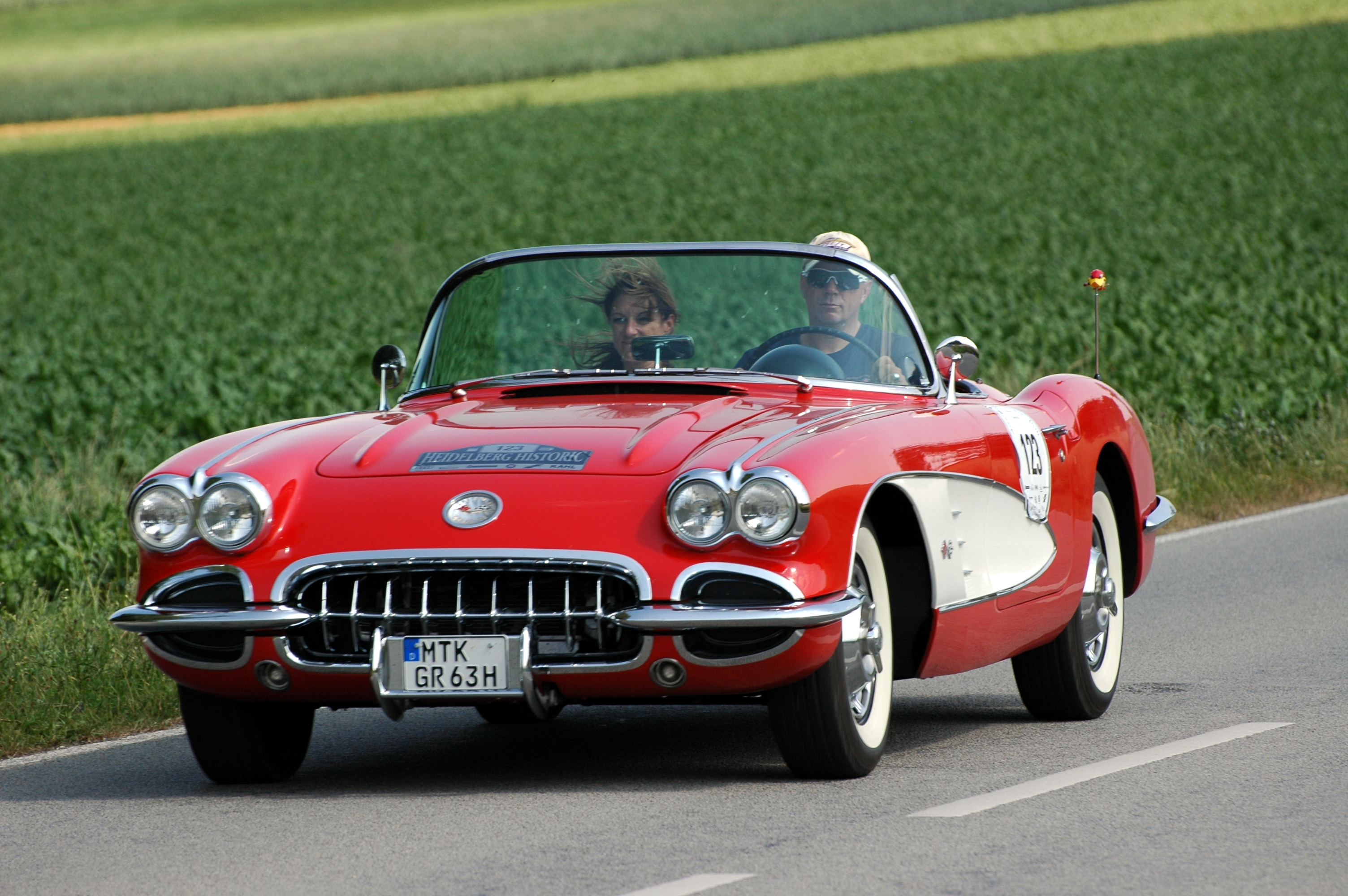
1960
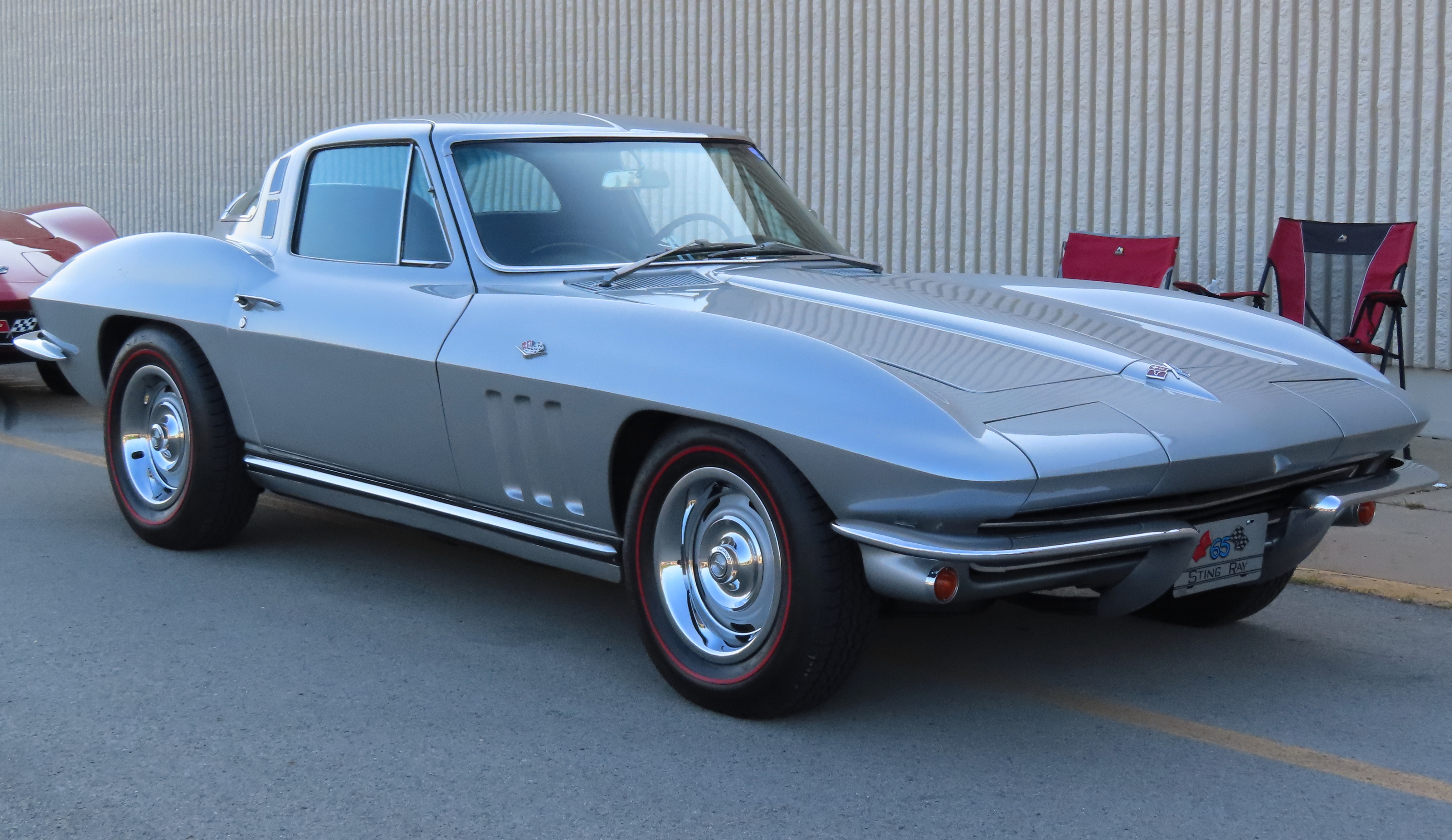
C2 1965
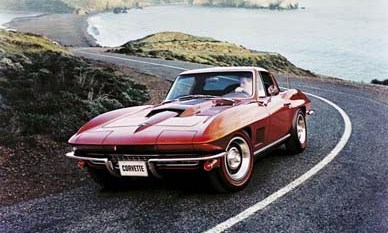
1967
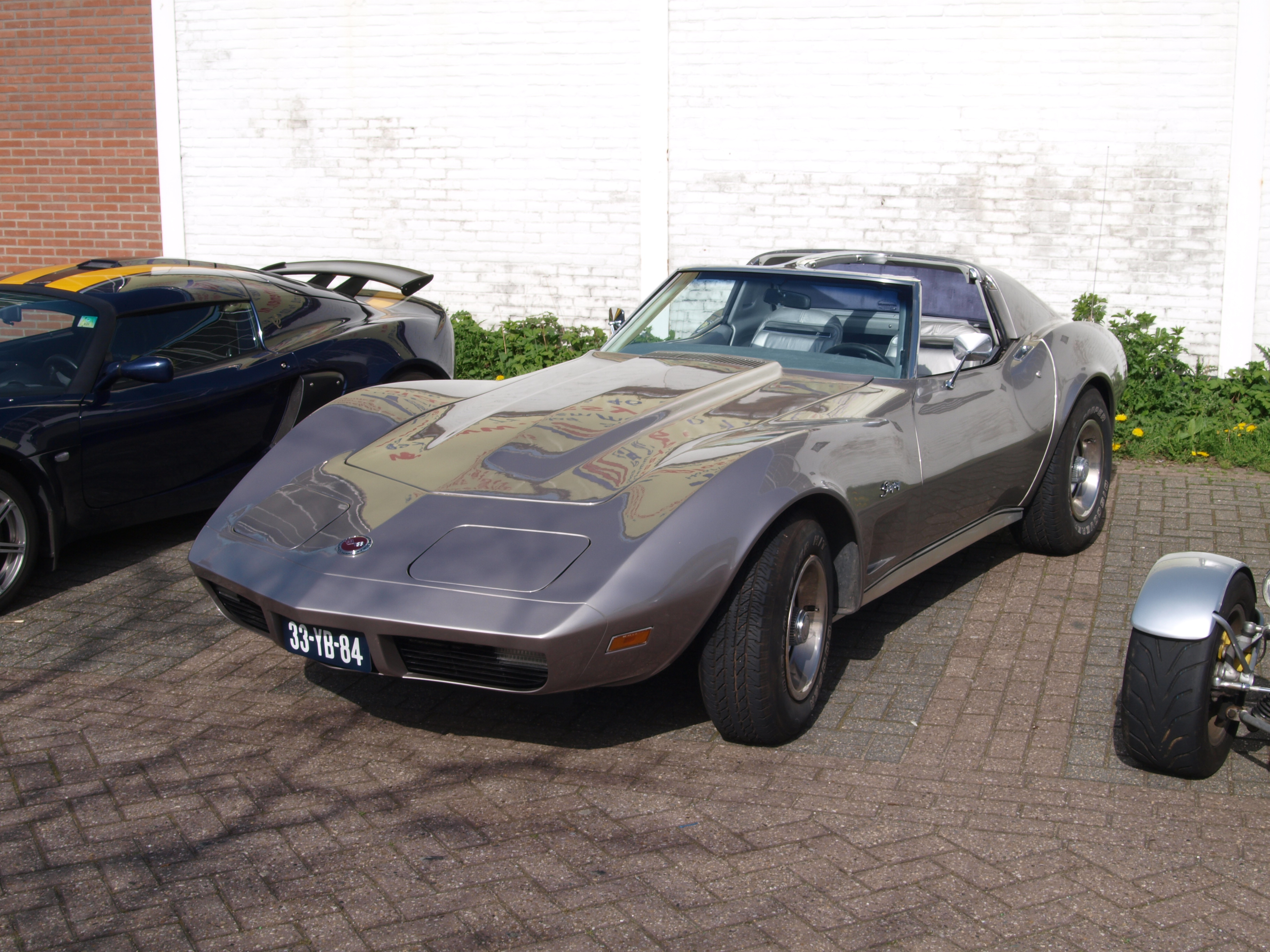
C3 1974
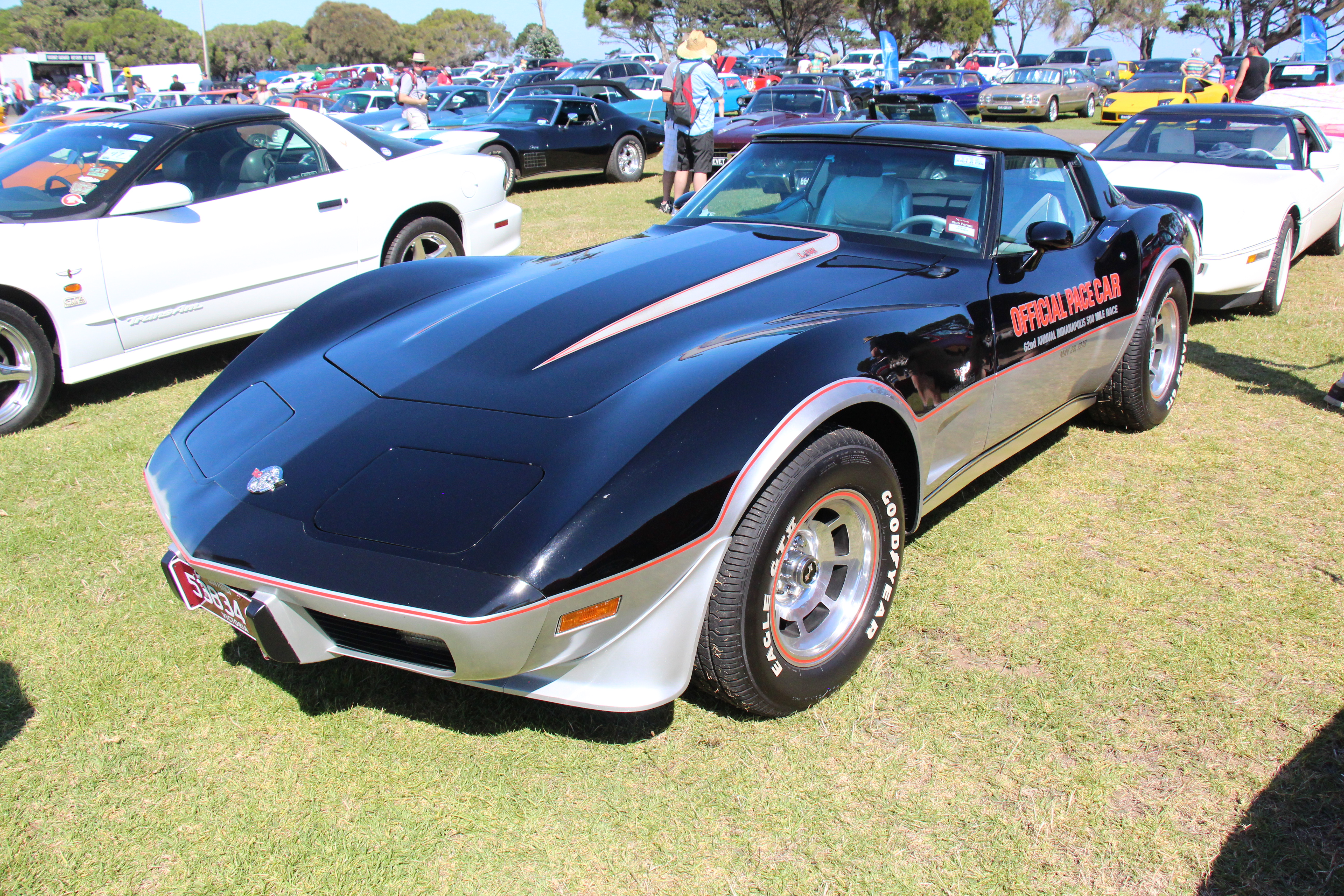
1978
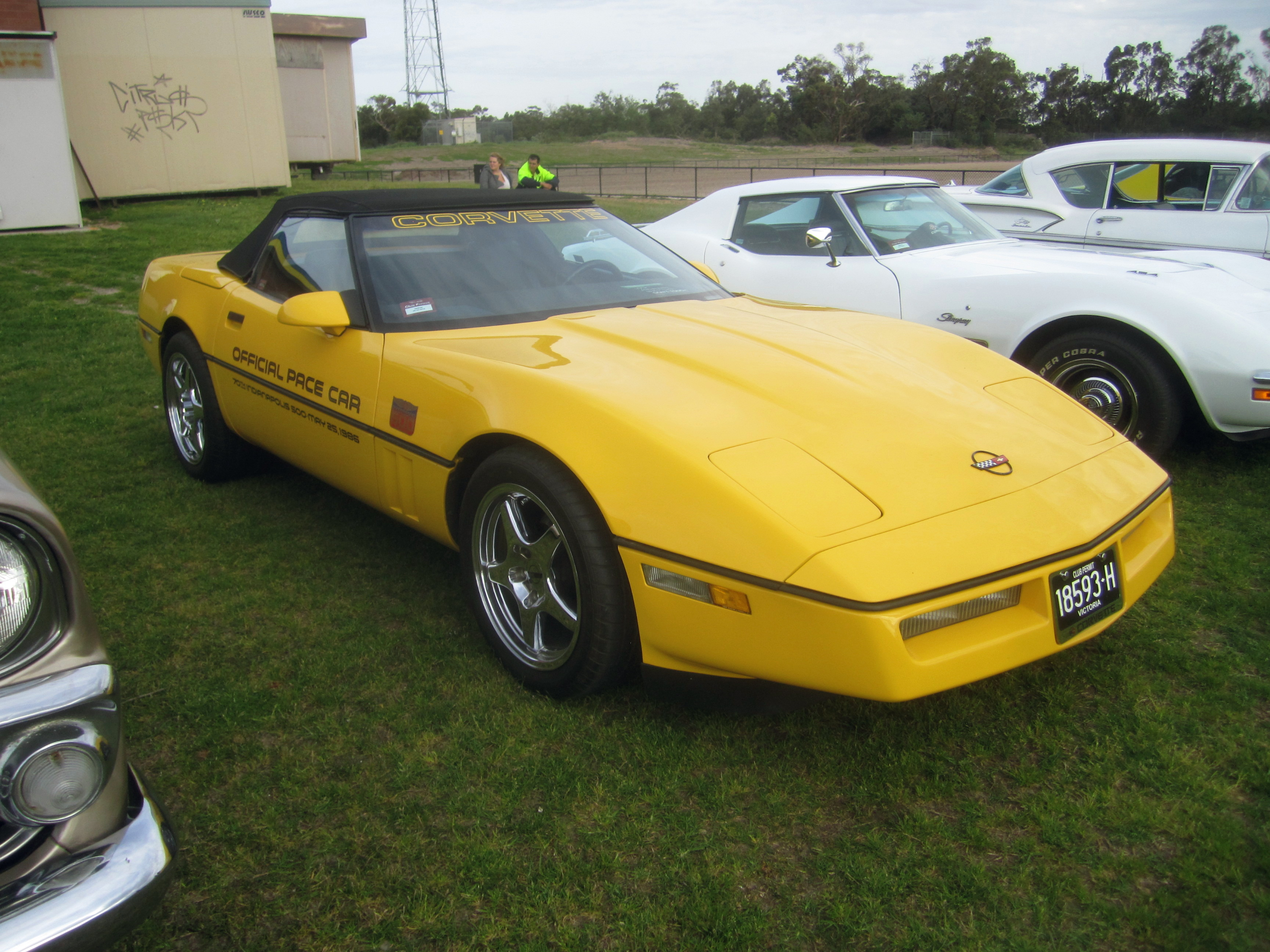
C4 1986
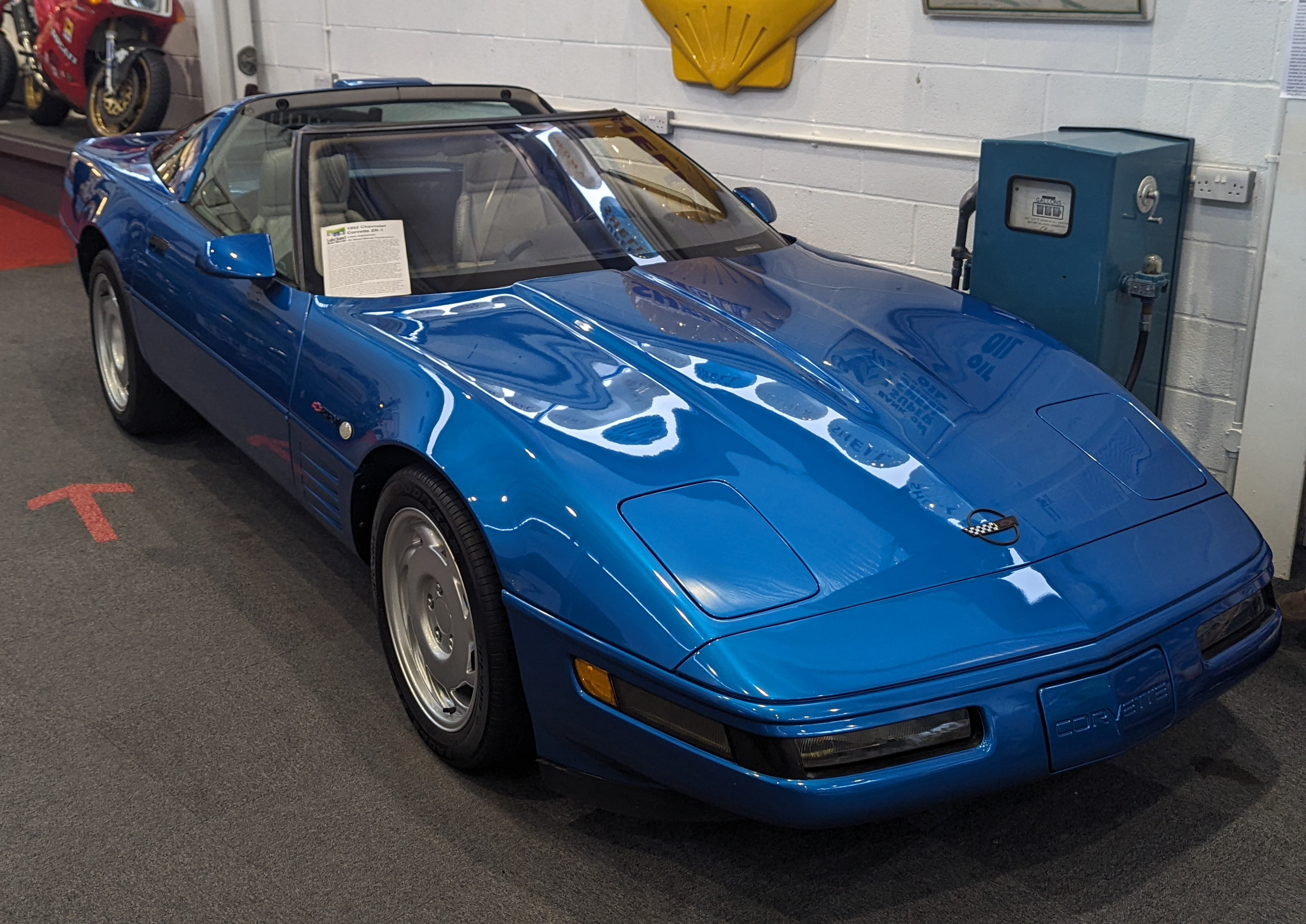
1992
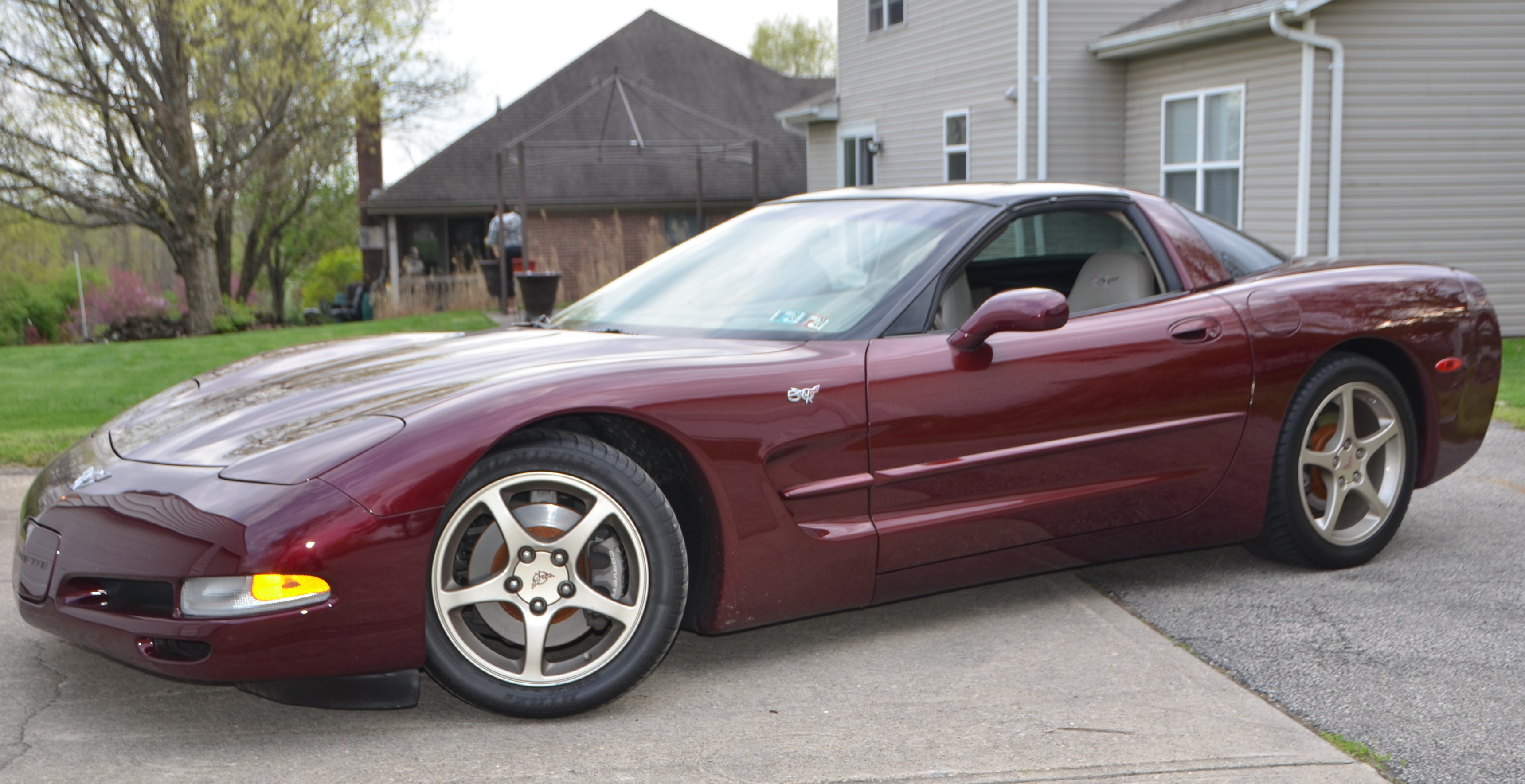
C5 2003
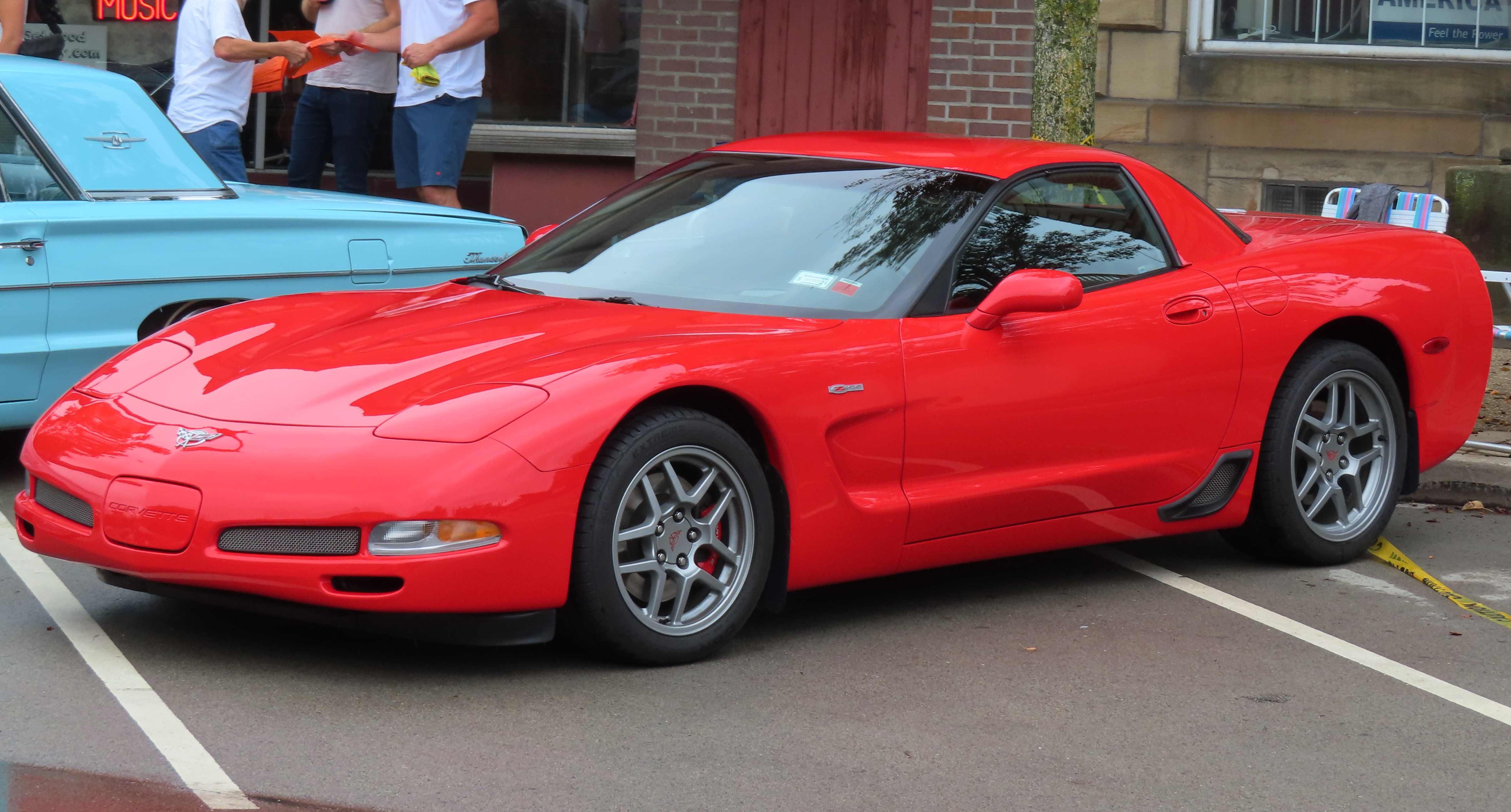
Z06
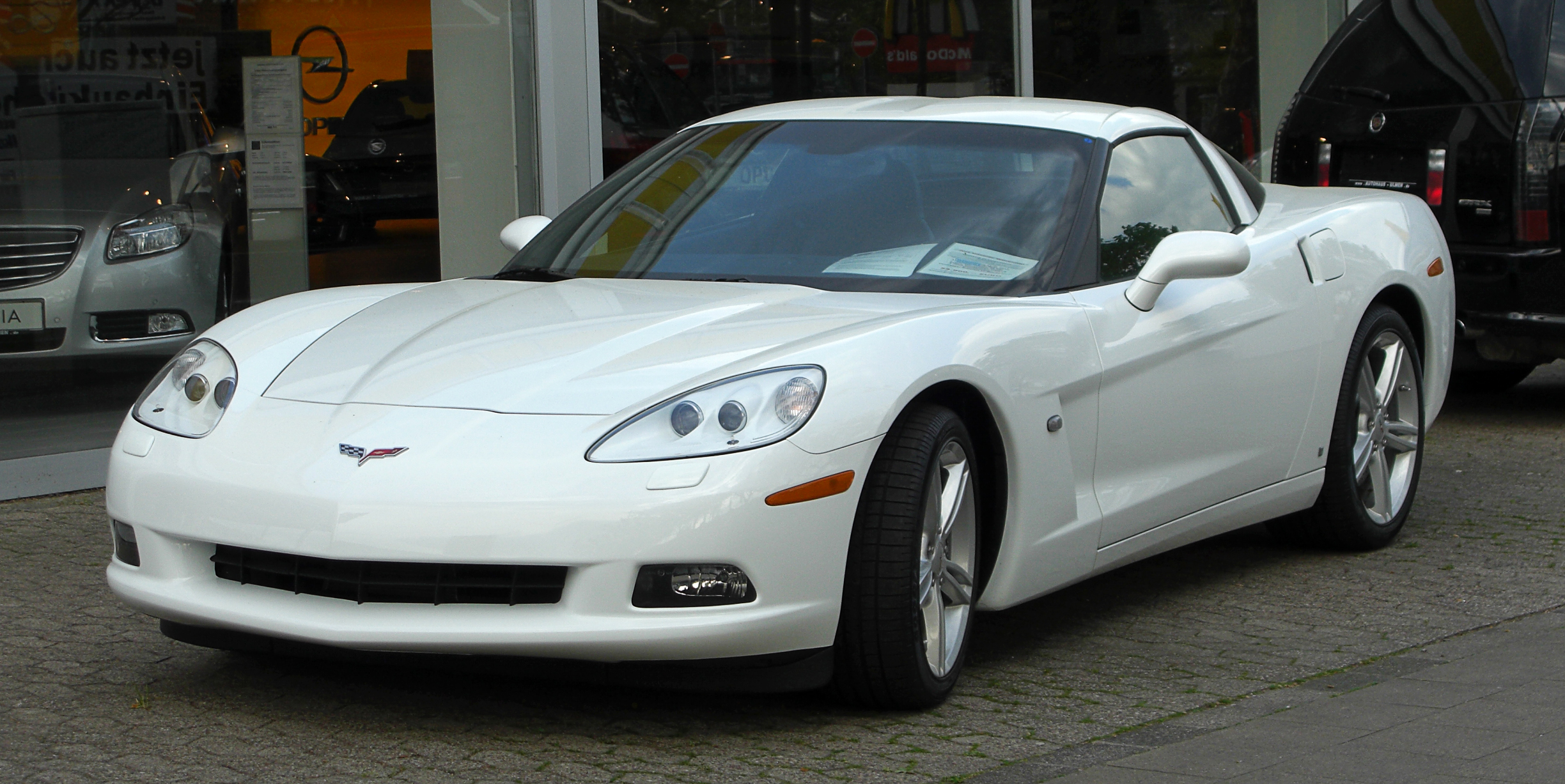
C6 Coupé
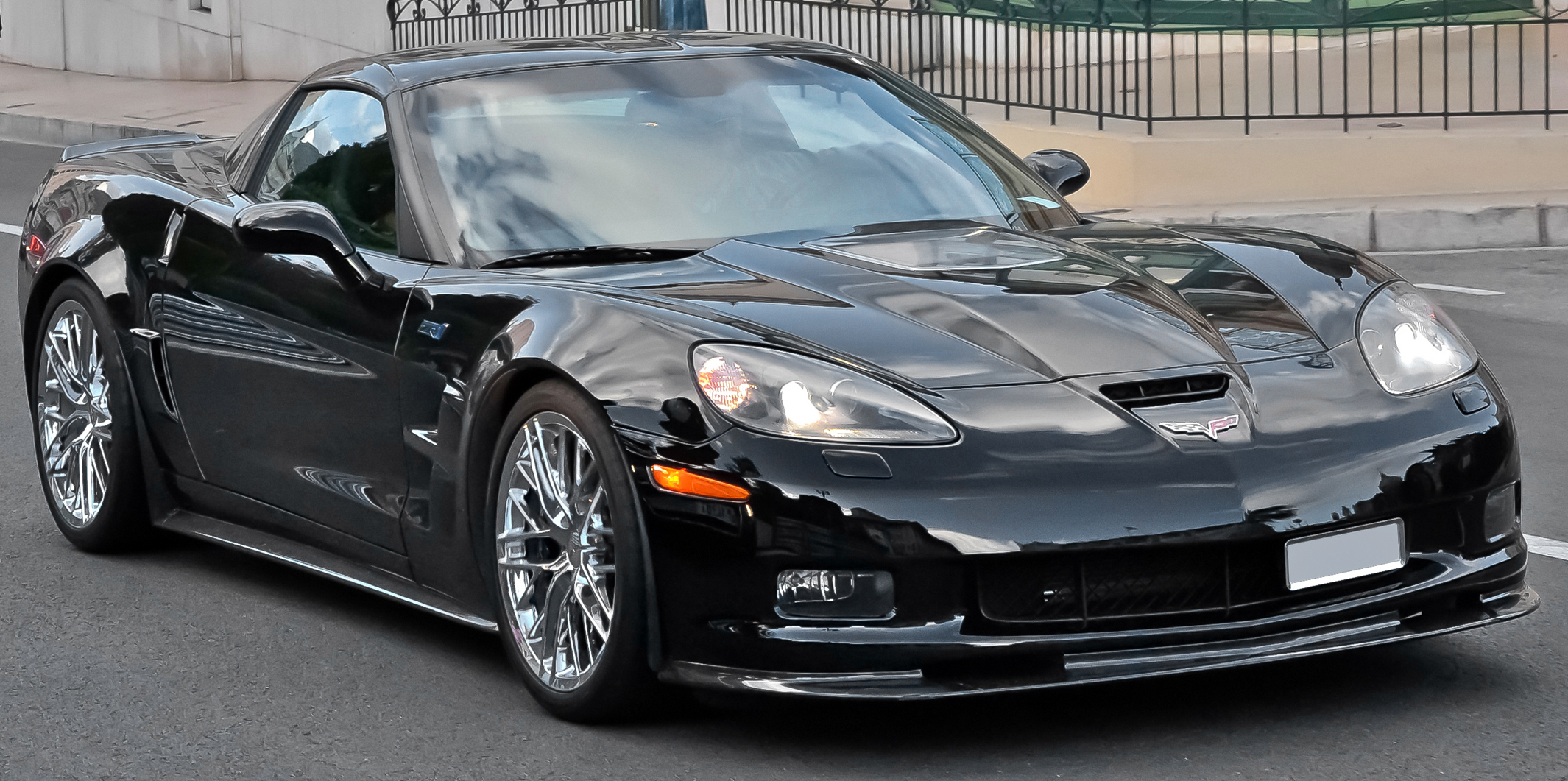
ZR1
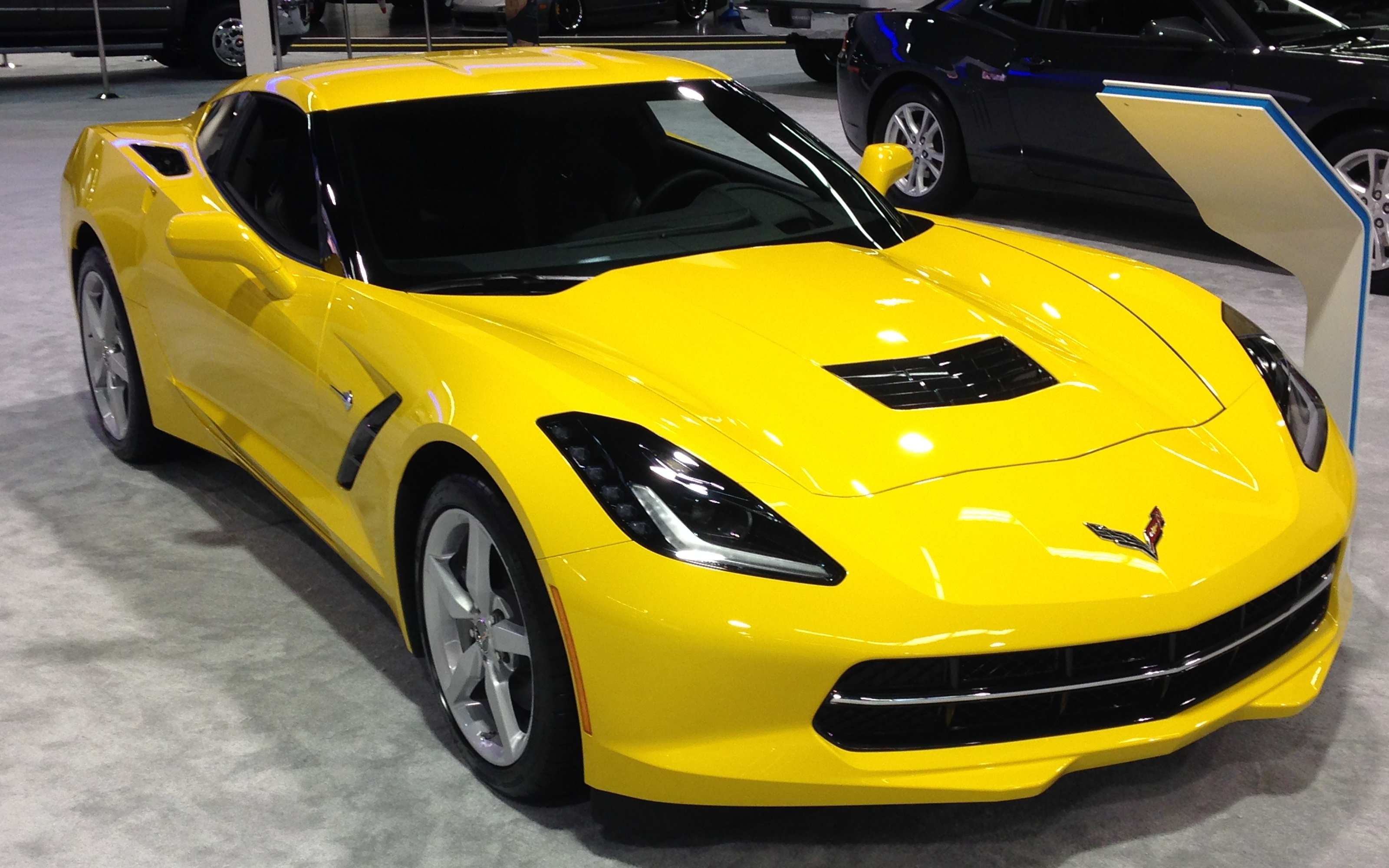
C7 2014 Stingray
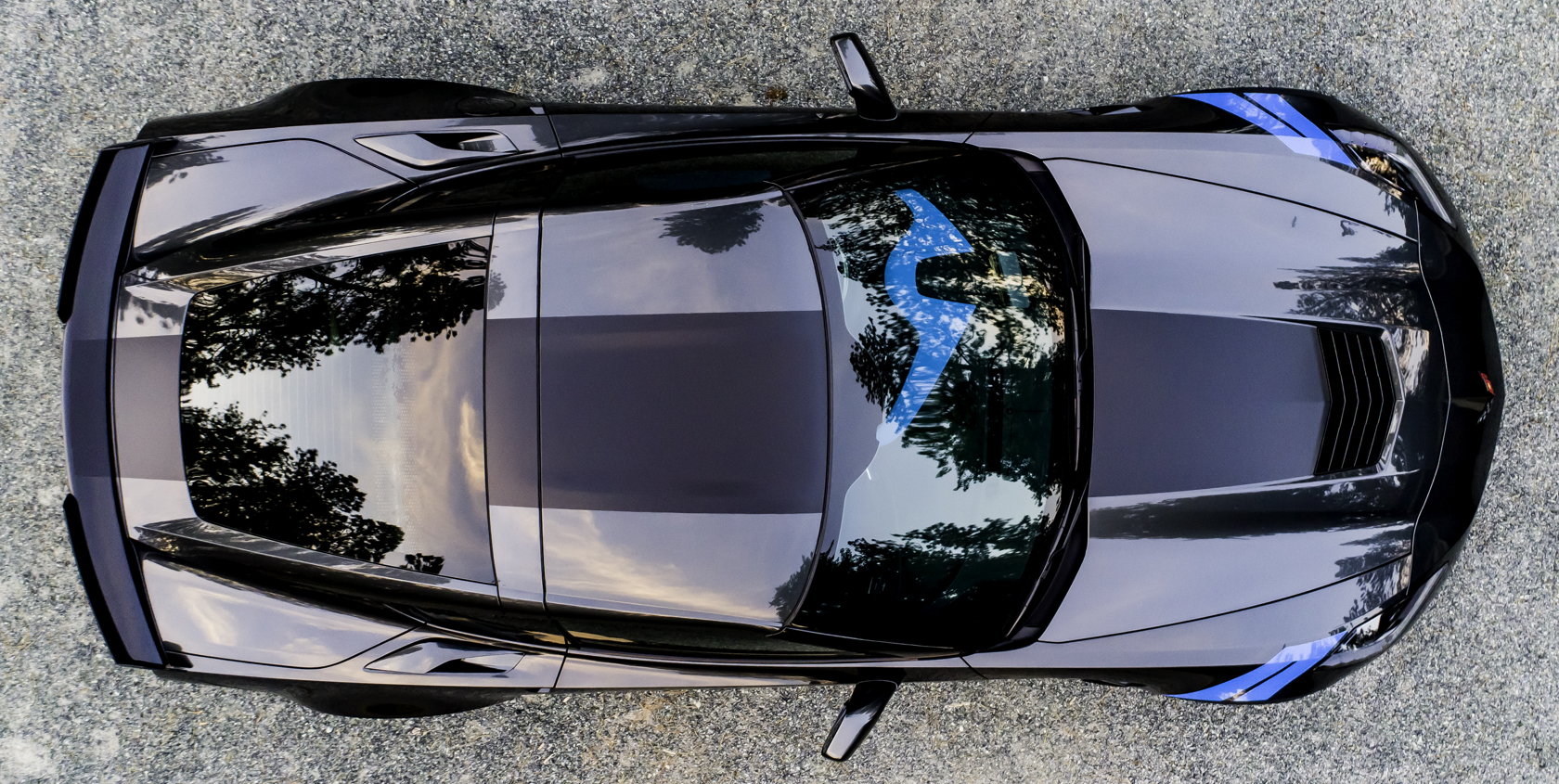
2017
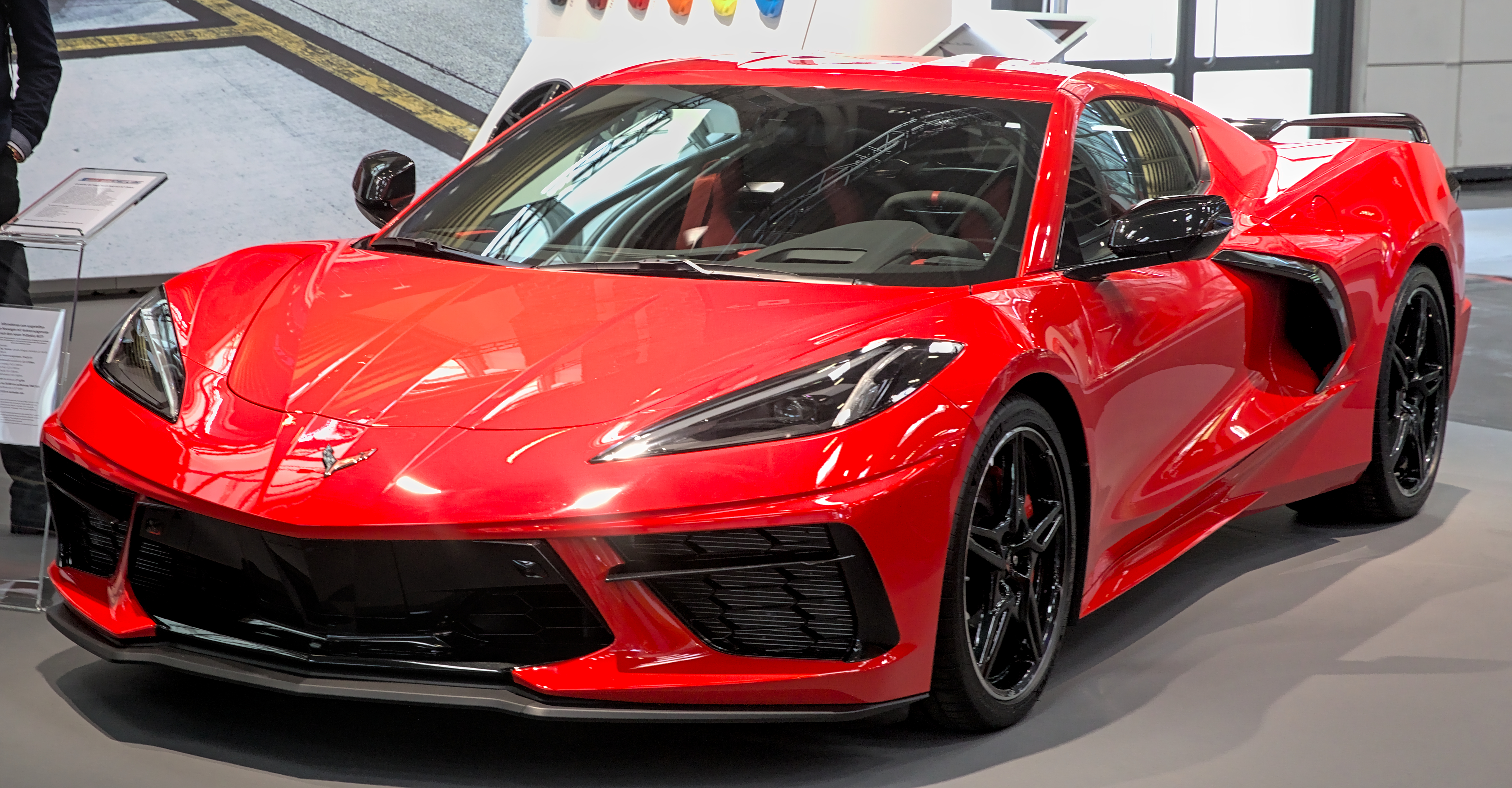
C8 2020

1. ↑  Miller, Ray; Embree, Glenn (1975). The Real Corvette: An Illustrated History of Chevrolet's Sports Car. Evergreen Press. ISBN 978-0913056066.